# The Stone - La settima pietra
The Stone – La settima Pietra è un romanzo di genere thriller di Guido Sgardoli edito da Piemme nel 2017. È ambientato in Irlanda nell’immaginaria isola di Levermoir. 
Nel 2019 il romanzo ha vinto il Premio Strega Ragazze e Ragazzi nella categoria 11+. I diritti cinematografici sono stati opzionati da una casa di produzione internazionale.

## Trama
Liam Locklin è un adolescente che vive a Levermoir, una piccola isola al largo della costa occidentale dell’Irlanda, e che ha perso da poco la madre in uno strano incidente domestico. Rimasto con il padre, un pescatore poco loquace e poco presente, Liam sta cercando di rimettere insieme, con difficoltà, i pezzi della propria vita. A causa del suo carattere insofferente e ribelle, viene considerato da tutti un cattivo soggetto, eccezion fatta per gli amici di sempre, il mingherlino e acuto Milton, detto Midrius, e la lunatica e sboccata Dotty. Il suicidio del vecchio farista e il ritrovamento vicino al cadavere di un frammento di pietra con particolari incisioni dà il via a una serie di misteriosi e tragici eventi che sembrano coinvolgere l’intera comunità. Incendi, morti, sparizioni si susseguono con ritmo crescente e ogni volta, in prossimità del luogo dove si è verificato il fatto, viene rinvenuta una pietra come quella trovata accanto al corpo del farista. Una pietra simile la possedeva la madre di Liam ed è lo stesso ragazzo a scoprire che i frammenti, se avvicinati, si uniscono a formare un masso unico. Che sia la tristemente famosa settima pietra, il monolito scomparso dall’interno di un antichissimo circolo di pietre e latore di una terribile maledizione? Toccherà a Liam e ai suoi amici rivelare agli abitanti dell’isola la sconvolgente verità.   

## Personaggi
- Liam Locklin: un ragazzo particolare.
- Conner Locklin: il padre di Liam
- Milton Midrius Flogarty: amico di Liam.
- Doreanna Dotty Finnock: strana amica di Liam.
- Fionnula Shawn: amica di Liam, invisa a Dotty.
- Robert Bobby O’Hara: poliziotto inviato da Galway per indagare.
- Herygh Lilcach: lo scrittore.
- Charlie MacDounagh: nemico di Liam, migliore amico di Josh.
- Josh Brady:migliore amico di Charlie.
- Padre Codd: Sacerdote dell'isola.Viv
- Mael Quickley: figlio di Ben, l'unico sopravvissuto all'incendio della sua abitazione.
- Ben Quickley: padre di Mael, molto scortese e rozzo, morto nell'incendio.
- Il farista Corry: Amico di Liam, ucciso da Fergus Brogan.
- Fergus Brogan: Pescatore che ha ucciso Corry per vecchi dissapori.
- Rebecca Shawn: figlia di Leelan e sorella di Fionnula, scompare per 4 giorni per poi essere ritrovata a Tech Duinn.
- Leelan Shawn: Padre di Rebecca e Fionnula, marito di Doreen. È sindaco di Levermoir.
- Doreen Shawn: moglie del sindaco, ha uno centro di bellezza chiamato "Afrodite"
- Vivienne Shea: moglie del veterinario Shea, scopre che lui e la signora Shawn hanno una relazione.
- Dott.Shea: veterinario dell'isola, ha una relazione con Shea.
- Ainnir Locklin: madre defunta di Liam.
- Robert O'Hara:poliziotto che segue tutte le vicende dell'isola.
- Il vecchio Arne: norvegese alcolizzato malvisto da molti abitanti dell'isola, muore cadendo ubriaco da una scogliera.
- Siobhan Chalmain: proprietaria di un negozio dell'isola, aiuta Liam e i suoi amici per scoprire la verità sulla settima pietra.

## Premi
Premio Strega Ragazze e Ragazzi 2019 11+

## Edizioni
- Guido Sgardoli, The Stone – La settima Pietra, Piemme, 2017, ISBN 9788856660708.
- Guido Sgardoli, The Stone – La settima Pietra, collana Pickwick, Piemme, 2017, ISBN 9788868369958.